# Eucereon phaeophlebia
Eucereon phaeophlebia är en fjärilsart som beskrevs av George Francis Hampson 1907. Eucereon phaeophlebia ingår i släktet Eucereon och familjen björnspinnare. Inga underarter finns listade i Catalogue of Life.